# Dead or Alive: Final
Dead or Alive: Final è un film del 2002, diretto da Takashi Miike.
È l'ultima parte di una trilogia anomala, in quanto i tre film sono collegati tra di loro soltanto dal regista e dagli attori protagonisti, mentre le storie sono totalmente diverse. Gli altri film della serie sono Dead or Alive e Dead or Alive 2: Birds.

## Trama

Copertina del DVD italiano

Nel 2346 Yokohama è governata dal folle dittatore omosessuale Woo, che ha bandito la riproduzione obbligando la popolazione a prendere una droga per il controllo delle nascite.
Un gruppo di ribelli però resiste, e a questi si aggiunge il replicante Ryō, che ha salvato la vita a un bambino. Il gruppo di ribelli viene però braccato dal detective Takeshi Honda, un uomo del potere sposato e padre di un bambino. I ribelli rapiscono il figlio del detective Honda e chiedono uno scambio con alcuni compagni imprigionati. Il dittatore accetta, ma al momento dello scambio due prigionieri sparano alle spalle dei ribelli, uccidendoli tutti tranne una donna che si innamora di Ryô e fugge con lui e con il bambino salvato da esso.
Il detective Honda intanto scopre di essere anche lui un replicante e decide di incontrare Ryō. I due iniziano una lotta che si conclude con una fusione di entrambi in un robot gigantesco con la testa a forma di pene.

## Differenze con le altre pellicole della trilogia
Dead or Alive: Final cambia completamente genere rispetto alle altre due pellicole della trilogia. Dead or Alive era infatti un film d'azione splatter, mentre Dead or Alive 2: Birds era sempre un film d'azione ma più poetico, riflessivo e a tratti commovente. Dead or Alive: Final invece è un film di fantascienza cyberpunk, in cui i due attori protagonisti tornano ad essere nemici, scambiandosi però i ruoli.
In Dead or Alive infatti Shō Aikawa era il detective, mentre Takeuchi era uno spietato killer. In Dead or Alive 2: Birds i due erano entrambi killer che ricordavano la loro infanzia, mentre in questo film Takeuchi è il detective, e Aikawa ha il ruolo dell'antagonista, anche se alla fine i due scoprono di essere entrambi androidi.

## Collegamenti ad altre pellicole
- Verso la fine del film vengono riproposte alcune brevi sequenze degli altri due film della serie, come se fossero dei flashback riguardanti i protagonisti.
- La fusione dei due protagonisti in un robot era già presente in Tetsuo, diretto da Shinya Tsukamoto nel 1988.